# Pierre Desprès
Pierre Desprès (Montpezat, 1288-Aviñón, 1361) fue un cardenal francés durante el papado de Aviñón. Era hijo de Raimundo II Desprès, señor de Montpezat.

## Biografía
Fue obispo de Riez (31 de marzo de 1318-13 de septiembre de 1318) y arzobispo de Aix (11 de septiembre de 1318-20 de diciembre de 1320). Recibió la consagración episcopal del cardenal Nicolò Albertini, obispo de Ostia y Velletri, el 7 de mayo de 1318. El Papa Juan XXII lo creó cardenal presbítero con el título de Santa Pudenciana en el consistorio del 20 de diciembre de 1320. Luego fue nombrado cardenal-obispo de Palestrina (25 de mayo de 1323) y Vicecanciller (abril de 1325).
El 4 de junio de 1336 se convierte decano del Colegio de Cardenales, presidiendo el cónclave papal 1342 y el cónclave de 1352. Durante el pontificado de Clemente VI, ocupó el cargo de legado apostólico para establecer la paz entre Francia e Inglaterra en la Guerra de los Cien Años. Su misión fue parcialmente exitosa (logrando arreglar una tregua en Malestroit en enero de 1343).
Murió de peste el 16 de mayo o el 30 de septiembre de 1361, a la edad de 73 años, a causa de una epidemia y su cuerpo fue enterrado en la Iglesia de San Marino de Montpezat, que él mismo había construido.

## Sitios externos
- Consistorio del 20 de diciembre de 1320
- Cardinal Desprès
- El alma de la Iglesia de la Tierra del Quercy

| Predecesor: Gaillard Saumate                 | Obispo de Riez 31 de marzo de 1318-11 de septiembre de 1318 | Sucesor: Rossolin des Baux, O.F.M.     |
| Predecesor: Robert de Mauvoisin              | Arzobispo de Aix 1318-1320                                  | Sucesor: Pierre Auriol, O.F.M.         |
| Predecesor: Raymond (Pierre)                 | Cardenal presbítero de Santa Pudenciana 1320-1323           | Sucesor: Vacante hasta 1378            |
| Predecesor: Guillaume de Mandagout, C.R.S.A. | Cardenal obispo de Palestrina 1323-1361                     | Sucesor: Raymond de Canillac, C.R.S.A. |
| Predecesor: Guillaume Pierre Godin, O.P.     | Decano del Colegio Cardenalicio 1336-16 de mayo de 1361     | Sucesor: Andouin Aubert                |

- Datos: Q3130537
- Multimedia: Pierre Desprès / Q3130537